# Daniel Zielske
Daniel Zielske (* 21. Oktober 1972 in Göttingen) ist ein deutscher Fotograf.

## Leben und Wirken
Seit 1993 ist Daniel gemeinsam mit seinem Vater Horst Zielske im Bereich der angewandten Fotografie tätig. In dieser Zeit erarbeiteten sie zusammen mehr als 25 Buchpublikationen. Fotoessays zu New York, Las Vegas, Berlin, Venedig, Dresden und der documenta Kassel sind in nationalen und internationalen Magazinen publiziert worden. Seit 1999 beschäftigen sie sich vornehmlich mit Kunstfotografie.
Es entstanden größere Werkreihen unter anderem zu den Themen Megalopolis Shanghai, Deutschland Sinfonie, Coastline, Modern Turner, Qatar Project, Berlin und New York. Gewürdigt wurden ihre Arbeiten über Shanghai in Ausstellungen in Deutschland und den USA. Ihre Bilder befinden sich in privaten und öffentlichen Sammlungen. Die beiden Fotografen leben in Göttingen.

## Publikationen (Auswahl)
- 1994: George Rickey – sieben Kinetische Skulpturen. Harenberg Edition, Dortmund
- 1994: Zukunft im Revier – das Harenberg City-Center in Dortmund. Harenberg Edition, Dortmund
- 1995: Länder der Welt – Britische Inseln. Harenberg Edition, Dortmund
- 1998: Deutschland – Ein Land auf dem Weg in das 21. Jahrhundert. Bertelsmann, Gütersloh
- 2001: Frankfurts hohe Häuser. Insel Verlag, Frankfurt
- 2006: Megalopolis Shanghai. Edition Braus, Heidelberg, ISBN 3-89904-225-5.
- 2009: Berlin. Kunth Verlag, München, ISBN 978-3-89944-556-5.
- 2009: Shanghai II. Kunth Verlag, München, ISBN 978-3-89944-557-2.
- 2010: DeutschlandBibliothek. Kirchen – Stätten der Kunst. Knesebeck Verlag, München
- 2010: DeutschlandBibliothek. Gärten und Parklandschaften. Knesebeck Verlag, München
- 2010: DeutschlandBibliothek. Klöster – Orte der Stille. Knesebeck Verlag, München
- 2010: DeutschlandBibliothek. Orte der Dichtung und Musik. Knesebeck Verlag, München
- 2012: New York City. Kunth Verlag, München, ISBN 978-3-89944-886-3.
- 2014: Magischer Realismus. AVENSO Publishing, Berlin, ISBN 978-3-935971-72-0.
- 2014: London. Kunth Verlag, München, ISBN 978-3-89944-987-7.
- 2015: Deutschland Sinfonie. Kunth Verlag, München, ISBN 978-3-95504-233-2.
- 2018: Tempel der Kunst, Kathedralen des Wissens: Museen und Bibliotheken in Deutschland. Kunth Verlag, München, ISBN 978-3-95504-383-4.

## Ausstellungen (Auswahl)
- 2006: Megalopolis Shanghai, Museum für Kunst und Gewerbe, Hamburg
- 2007: Megalopolis Shanghai, Richard Levy Gallery, Albuquerque, New Mexico, USA
- 2008: Megalopolis Shanghai, Von Lintel Gallery, New York, USA
- 2008: It’s  Not Easy Being Green, Tampa Museum of Art, Tampa, Florida, USA
- 2009: Megalopolis Shanghai, Deutsche Bank, Köln
- 2011: Qatar Project, 2 Portfolios mit 15 Fine Art Prints in einer Auflage von jeweils 20, für Emir Hamad bin Chalifa Al Thani